# Butch Otter
Clement Leroy "Butch" Otter (Caldwell, Idaho, 3 mei 1942) is een Amerikaans politicus van de Republikeinse Partij. Tussen 2007 en 2019 was hij gouverneur van de Amerikaanse staat Idaho.

## Levensloop
Otter studeerde na de middelbare school aan St. Martin’s Abbey in de staat Washington met het doel priester te worden. Hij besloot daar echter vanaf te zien en ging studeren aan Boise Junior College. Daar behaalde hij in 1967 een Bachelor of Arts in de politicologie. Hij diende van 1968 tot 1973 bij de Nationale Garde.

### Luitenant-gouverneur en afgevaardigde
Zijn eerste politieke positie bekleedde Otter toen hij zich in 1972 verkiesbaar stelde voor het Huis van Afgevaardigden van de staat Idaho. In 1978 wilde hij gouverneur van Idaho worden, maar werd in de Republikeinse voorverkiezingen verslagen door Allan Larsen. In 1986 werd Otter wel gekozen als luitenant-gouverneur van Idaho. Hij werd driemaal herkozen en diende onder drie verschillende gouverneurs. Hij was de langstzittende luitenant-gouverneur in de geschiedenis van de staat Idaho. In 1992 werd hij betrapt op rijden onder invloed en kreeg een taakstraf.
Otter stelde zich in 2000 verkiesbaar voor een vrijkomende zetel in het Huis van Afgevaardigden. Hij won zonder zichtbare tegenstand. Als afgevaardigde hulde hij grotendeels conservatieve standpunten, maar soms met een libertaire inslag. Zo was hij een van de drie Republikeinen die tegen de Patriot Act stemde. Ook maakte hij zich zorgen over berichten dat de Verenigde Staten een geheim programma hadden waarbij terroristen in het buitenland in geheime gevangenissen werden opgesloten.

### Gouverneur
In 2006, 28 jaar na zijn eerste poging om gouverneur van Idaho te worden, deed Otter opnieuw mee aan de gouverneursverkiezingen in de staat. Ondanks serieuze tegenstand van zijn Democratische opponent Jerry Brady wist Otter de verkiezing dit keer te winnen. Hij trad op 1 januari 2007 aan als gouverneur en werd tweemaal herkozen: in 2010 en 2014.
Otter is pro-life. Hij heeft voor wetgeving gestemd die federale financiering van abortus verbood. Ook is hij voor een amendement op de grondwet waarin wordt opgenomen dat een huwelijk alleen gesloten kan worden tussen partners van een verschillende sekse. Daarnaast is hij een sterk aanhanger van het Tweede amendement op de grondwet, waarin wapenbezit wordt toegestaan.
Op economisch gebied heeft Otter zich ingezet voor meer vrije handel met Singapore en Chili. Ook is hij voorstander van een amendement op de Amerikaanse grondwet waarin staat opgenomen dat er geen tekort op een begroting mag zijn. Hij heeft voor wetgeving gestemd die een einde wil maken aan belastingparadijzen. Otter heeft gesteld dat in 2025 25 procent van de energievoorziening in de Verenigde Staten moet bestaan uit schone energie.
Als gouverneur kreeg hij kritiek toen hij in januari 2007 liet weten voorstander te zijn van de jacht op grijze wolven. In een voorgenomen wet zouden de wolvenpopulatie van Idaho – deze bestaat uit ongeveer 100 wolven – niet langer beschermd zijn. Otter zei persoonlijk op jacht te zullen gaan om een van de wolven te doden. Naar aanleiding van deze uitspraken kreeg hij veel kritiek van natuurliefhebbers en dierenbeschermers. Priscilla Feral, voorzitter van Friends of Animals, riep op tot een boycot van aardappels uit Idaho.
Na twaalf jaar gouverneur te zijn geweest, besloot Otter zich bij de verkiezingen van 2018 niet verkiesbaar te stellen voor een vierde termijn. Hij werd in januari 2019 opgevolgd door zijn partijgenoot Brad Little.
- Library of Congress Control Number: no2006135268
- Biographical Directory of the United States Congress: O000166
- Virtual International Authority File: 12074364
- WorldCat: E39PBJv4jKHGm9DTwB36bBR7pP